# Гирьял (Оренбургская область)
Гирьял — село в Беляевском районе Оренбургской области России.

## История
В 1742 г. губернатором И. И. Неплюевым были намечены места для основания редутов на линии от крепости Бердской до Орской, которые расположены между основанными ранее крепостями в такой последовательности от Бердской: Нежинский, Вязовский, крепость Красногорская, Гирьяльский, крепость Верхнеозёрная, Никольский, крепость Ильинская, Подгорный, крепость Губерлинская, Разбойный и крепость Орская.
В ходе Пугачевского бунта 1773—1775 гг. кочевавшие в степи киргиз-кайсаки (казахи) в 1778 г. захватили и сожгли Гирьяльский редут. Гарнизон был перебит, оставшиеся в живых женщины, дети и старики угнаны в плен.
До 1921 года называлось станицей Гирьяльской (основана в 1742 г. как Гирьяльский редут), административно входило в Орский уезд.
Название села переводится как «грива бегущего коня».

## Население
| 2010 |
| ---- |
| 441  |